# Saint-Quentin-la-Motte-Croix-au-Bailly
Saint-Quentin-la-Motte-Croix-au-Bailly is een gemeente in het Franse departement Somme (regio Hauts-de-France) en telt 1310 inwoners (1999). De plaats maakt deel uit van het arrondissement Abbeville.

## Geografie
De oppervlakte van Saint-Quentin-la-Motte-Croix-au-Bailly bedraagt 6,9 km², de bevolkingsdichtheid is 189,9 inwoners per km².
De onderstaande kaart toont de ligging van Saint-Quentin-la-Motte-Croix-au-Bailly met de belangrijkste infrastructuur en aangrenzende gemeenten.

## Demografie
Onderstaande figuur toont het verloop van het inwonertal (bron: INSEE-tellingen).

1. ↑  Populations de référence 2022.